# Call the Doctor
Call the Doctor è il secondo album in studio del gruppo rock statunitense Sleater-Kinney, pubblicato nel 1996.

## Tracce
1. Call the Doctor – 2:30
2. Hubcap – 2:25
3. Little Mouth – 1:44
4. Anonymous – 2:29
5. Stay Where You Are – 2:24
6. Good Things – 3:10
7. I Wanna Be Your Joey Ramone – 2:37
8. Taking Me Home – 2:35
9. Taste Test – 3:00
10. My Stuff – 2:33
11. I'm Not Waiting – 2:21
12. Heart Attack – 2:12

## Formazione
- Corin Tucker - voce, chitarra
- Carrie Brownstein - chitarra, voce
- Lora Macfarlane - batteria, voce, chitarra